# Архијерејско намесништво димитровградско
Архијерејско намесништво димитровградско сачињава једна црквена општина и парохија Српске православане цркве у Епархији нишкој, под надзором архијерејског намесника са седиштем у Димитровграду у храму Рођења Пресвете Богородице, у општини Димитровград у Пиротском управном округу.
Намесништво опслужује вернике из Димитровграда и околних села. У свом саставу има сакралне објекте изграђене у периоду од 19. до 21. века. У последњих двадесет година цркве намесништва доведене су већим делом  у функционално стање неопходно за Богослужење верујућег народа.
У саставу Архијерејског намесништва Димитровградског је једна парохија са 37 цркава и 3 црквишта.

## Парохије, седиште и области
| Парохија        | Седиште парохије                             | Области |
| --------------- | -------------------------------------------- | --- |
| Димитровградска | Бела Паланка Храм Рођења Пресвете Богородице | - Димитровград, - Села — Градиње, Височки Одоровци, Гуленовци, Протопопинци, Мојинци, Мазгош, Бребевница, Смиловци, Жељуша, Грапе, Верзар, Радејина, Трнски Одоровци, Бачево, Лукавица, Невља, Скрвеница, Врапча, Борово, Срећковац, Чиниглавци, Обреновац, Милојковац, Планиница, Бански Дол, Барјее, Каменица, Куса Врана |

## Парохије и храмови
| Парохија        | Седиште парохије | Храмови |
| --------------- | ---------------- | --- |
| Димитровградска | Димитровград     | Храм Рођења Пресвете Богородице у Димитровграду - Храм Светог мученика Мине у Димитровграду - Храм Свете Тројице у Димитровграду - Храм Свете Петке у Димитровграду - Манастир Светог великомученика Димитрија у Димитровграду - Црква Св. Ђорђа у Жељуши - Храм Вазнесења Господњег у Жељуши - Храм Светог архангела Михаила у Бољевом Долу - Црквиште Светог архангела Михаила у Изатовцима - Црквиште Пресвете Богородице у Каменици - Храм Светог Пантелејмона у Сенокосу - Храм Светог Димитрија у Бребевници - Храм Свете Тројице у Гуленовцима - Храм Светог Јована у Височким Одоровцима - Храм Светог великомученика Георгија у Мазгошу - Храм светог Јована Богослова у Мојинцима - Храм Свете Тројице у Петерлашу - Храм Светог Јована Крститеља у Петерлашу - Храм Ваведења Пресвете Богородице у Радејни - Храм Светог великомученика Георгија у Радејни - Храм Преноса моштију Светог Николаја Чудотворца у Протопопинцима - Храм Вазнесења Господњег у Смиловцима - Манастир Светих Кирика и Јулите у Смиловцима - Храм Свете Петке у Смиловцима - Храм Вазнесења Господњег у Градињу - Храм Свете Тројице у Борову - Храм Успења Пресвете Богородице у Борову - Храм Светог пророка Илије у Доњој Невљи - Храм Пресвете Богородице у Горњој Невљи - Храм Свете Тројице у Лукавици - Храм Светог пророка Илије у Срећковцима - Храм Свете Марије Магдалине у Чиниглавцима - Храм Светог архангела Михаила у Чиниглавцима - Црквиште Светог Онуфрија у Гојином Долу. |